# Tsubaki (cacciatorpediniere)
Lo Tsubaki (桜? lett. "Camelia") è stato un cacciatorpediniere della Marina imperiale giapponese, quindicesima unità della classe Matsu. Fu varato nel settembre 1944 dal cantiere navale di Maizuru.
Appartenente alla 53ª Divisione, riuscì a completare solo un paio di viaggi in funzione di sentinella per convogli diretti a Shanghai e poi a Moji. Danneggiato da una mina nel teatro di guerra cinese, riuscì a tornare in Giappone per le riparazioni; fu però raggiunto da bombe o siluri nel corso delle incursioni aeree su Kure e questa volta fu lasciato da parte. In condizioni precarie, fu infine demolito nel 1948.

## Caratteristiche
Lo Tsubaki presentava una lunghezza fuori tutto di 100 metri, una larghezza massima di 9,35 metri e un pescaggio di 3,30 metri; il dislocamento a pieno carico ammontava a 1 676 tonnellate. L'apparato motore era formato da due caldaie Kampon, due turbine a ingranaggi a vapore Kampon, due alberi motore con elica: erano erogati 19 000 shp, sufficienti per una velocità massima di 27,75 nodi (52,73 km/h); l'autonomia massima era di 4 680 miglia nautiche a 16 nodi (8 667 chilometri a 30,4 km/h). L'armamento era articolato su tre cannoni Type 89 da 127 mm L/40 in due affusti pressoché scoperti; quattro tubi lanciasiluri da 610 mm raggruppati in un impianto Type 92 e senza ricarica; venticinque cannoni automatici Type 96 da 25 mm L/60 e due lanciatori Type 94 per bombe di profondità (60 a bordo). Infine erano stati forniti un sonar Type 93, un radar Type 22 e uno Type 13. All'entrata in servizio l'equipaggio era formato da 210 uomini.

## Servizio operativo
Il cacciatorpediniere Tsubaki fu ordinato nell'anno fiscale edito dal governo giapponese nel 1944. La sua chiglia fu impostata nel cantiere navale dell'arsenale di Maizuru il 20 giugno 1944 e il varo avvenne il 30 settembre seguente; fu completato il 30 novembre e il comando fu affidato al capitano di corvetta Ichirō Tanaka. Fu immediatamente assegnato all'11ª Squadriglia cacciatorpediniere, dipendente dalla Flotta Combinata e demandata all'addestramento delle nuove unità in tempo di guerra.
Conclusi la messa a punto e la preparazione, il 15 febbraio 1945 lo Tsubaki salpò da Moji con il resto della scorta a un convoglio diretto a Shanghai, dove furono sbarcati rinforzi ed equipaggiamenti e dove rimase per circa un mese, assegnato a compiti di pattugliamento e vigilanza al traffico navale in entrata e uscita. Il 15 marzo giunse la notizia che il cacciatorpediniere era stato ufficialmente assegnato all'appena attivata 53ª Divisione, sempre sottoposta all'11ª Squadriglia, che venne a comprendere il Keyaki, il Nara, il Tachibana, il Sakura e lo Yanagi. Il reparto non operò in maniera organica e, infatti, lo Tsubaki continuò a espletare mansioni di scorta nella zona della città cinese; transitò alle dipendenze della depauperata 2ª Flotta il 1º aprile 1945 ma, dopo le gravi perdite patite nell'estrema operazione Ten-Go, essa fu disattivata e la 53ª Divisione, con il resto dell'11ª Squadriglia, tornò alla Flotta Combinata. Dieci giorni più tardi lo Tsubaki rimase seriamente danneggiato da una mina lungo il Fiume Azzurro e dovette trascinarsi a Shanghai, dove fu riparato alla meglio; salpò quindi il 30 maggio al seguito di un convoglio che rientrava a Moji: in Giappone fu rimesso in efficienza e quindi assegnato al Mare interno di Seto con il resto della classe d'appartenenza, bacino nel quale furono confinate le sue operazioni per il resto della seconda guerra mondiale, oltretutto intralciate dalla scarsità di carburante. Il 15 luglio la 53ª Divisione fu sciolta.
Il 24 luglio la United States Third Fleet dette avvio a quattro giorni di importanti attacchi aeronavali su Kure e altre basi nipponiche lungo le coste del Mare interno; lo Tsubaki, che si trovava in navigazione, fu centrato all'altezza di Okayama da un ordigno e le macchine si spensero, costringendo i giapponesi a trainarlo a Kure. Qui il capitano Tanaka, rimasto ferito, dovette essere rimpiazzato dal tenente di vascello Toshiharu Honda, già comandante dei cacciatorpediniere Nara e Nire parimenti avariati e fermi in arsenale. In ogni caso, lo Tsubaki non fu mai raddobbato e fu consegnato in quello stato alle autorità d'occupazione statunitensi, alla fine di agosto. Il 30 novembre fu depennato dalla lista del naviglio in servizio con la Marina imperiale e, viste le sue condizioni, non fu assegnato a nessuna delle potenze vincitrici del conflitto; il 28 luglio 1948 fu infine avviato alle demolizione presso le strutture di Kure.